# Фламандский национальный союз
Флама́ндский национа́льный сою́з (нидерл. Vlaamsch Nationaal Verbond) — фламандская националистическая авторитарная политическая партия в Бельгии, действовавшая в период между 1933 и 1945 годами. Партия выступала за создание «Великих Нидерландов». 

## Создание
Создана Стаф де Клерком 8 октября 1933 после объединения нескольких фламандских и голландских партий. Идеология партии становилась авторитарной и скоро превратилась в фашистскую.

## Вторая мировая война
1940 года Германия оккупировала Бельгию. Франкоязычные рексисты из Валлонии начали сотрудничать с немцами и создали 28-ю добровольческую гренадерскую дивизию СС «Валлония» (1-я валлонская). Это заставило Стаффа де Клерка пойти на союз с немцами.
Клерк умер в 1942 году и его место занял более умеренный Хендрикс Элиас. Он начал вести переговоры с Германией о создании гражданского правительства, но прошение было отклонено.
После входа союзников в Бельгию ФНС была объявлена вне закона, Элиас бежал в Германию, где после оккупации её союзниками приговорён к пожизненному заключению, однако, отбыв 14 лет в заключении, был помилован и освобождён в 1959 году.